# Niphecyra rufolineata
Niphecyra rufolineata là một loài bọ cánh cứng trong họ Cerambycidae.